# Botafogo Sport Club
Il Botafogo Sport Club, noto anche semplicemente come Botafogo, è una società calcistica brasiliana con sede nella città di Senhor do Bonfim, Nello stato di Bahia.

## Storia
Il club è stato fondato il 14 agosto 1919. Ha vinto il Campionato Baiano nel 1919, nel 1922, nel 1923, nel 1926, nel 1930, nel 1935, e nel 1938. Il club ha partecipato alla Taça de Prata nel 1980, terminando al 62º posto su 64 club. Il club ha chiuso il suo reparto di calcio nel 1990, ma riaprendolo successivamente nel 2011 quando ha partecipato al Campeonato Baiano Segunda Divisão, dove è stato eliminato alla prima fase. La prima partita del ritorno fu giocata il 10 aprile 2011, e il club venne sconfitto 3-0 dal Ypiranga.

## Palmarès

### Competizioni statali
- Campionato Baiano: 7

1919, 1922, 1923, 1926, 1930, 1935, 1938
- Campeonato Baiano Segunda Divisão: 1

2012